# Georgia Bonora
Georgia Bonora (Melbourne, 19 de Maio de 1990) é uma ginasta australiana que compete em provas de ginástica artística.
Bonora faz parte da equipe australiana que disputou os Jogos Olímpicos de Pequim em agosto de 2008, na China.

## Carreira
Aos dezesseis anos, teve sua primeira grande competição, em 2006: o Campeonato Nacional Australiano, no qual terminou com a medalha de bronze no concurso geral. Internacionalmente, participando do Campeonato Mundial de Aarhus, terminou em sexto lugar por equipes, e na 189ª colocação no individual geral.
Em 2007, a ginasta foi a sétima no individual geral no Campeonato Nacional Australiano. No Mundial de Stuttgart, foi a reserva da equipe. No ano seguinte, participando do Campeonato Nacional Australiano, a ginasta terminou em quinto no geral individual, em uma contínua melhora técnica, e conquistou a vaga para os Jogos Olímpicos de Pequim. Neles, em estreia olímpica, contribuiu para a melhor colocação da Austrália por equipes: a sexta. Classificada para a final individual, terminou o evento em 13º, tornando-se a melhor colocada australiana na competição.

## Principais resultados
| Ano  | Evento                                    | AA                | Equipe          | Salto sobre o cavalo | Trave | Barras assimétricas | Solo |
| ---- | ----------------------------------------- | ----------------- | --------------- | -------------------- | ----- | ------------------- | ---- |
| 2006 | Campeonato Nacional                       | Medalha de bronze |                 |                      |       |                     |      |
| 2006 | Campeonato Mundial de Ginástica Artística | 189º              | 6º              |                      |       |                     |      |
| 2007 | Campeonato Nacional                       | 7º                |                 |                      |       |                     |      |
| 2008 | Campeonato Nacional                       | 5º                |                 |                      |       |                     |      |
| 2008 | Jogos Olímpicos                           | 13º               | 6º              |                      |       |                     |      |
| 2010 | Jogos da Commonwealth                     | Medalha de bronze | Medalha de ouro |                      |       | Medalha de prata    |      |